# Nebalia deborahae
Nebalia deborahae is een kreeftachtigensoort uit de familie van de Nebaliidae. De wetenschappelijke naam van de soort is voor het eerst geldig gepubliceerd in 2012 door Bochert & Zettler.